# Prawie jak gladiator
Prawie jak gladiator (wł. Gladiatori di Roma) – włoski film animowany z 2012 roku. Światowa premiera filmu odbyła się 18 października 2012 roku, zaś w Polsce miała miejsce 11 stycznia 2013 roku.

## Fabuła
Po wybuchu wulkanu w Pompejach, mały Tymon zostaje uratowany przez generała Chirona, założyciela najbardziej znanej szkoły dla gladiatorów. Chłopak dorasta wśród walecznych młodzieńców, którzy marzą o wielkiej karierze. Tymon nie ma podobnych ambicji i w ogóle nie przejmuje się lekką nadwagą i brakiem kondycji. Wszystko zmienia się jednak za sprawą pewnej dziewczyny. Aby zdobyć jej serce, chłopak musi stanąć do walki z największymi wymiataczami gladiatorskiego fachu i wygrać prestiżowe zawody organizowane w słynnym Koloseum….

## Wersja polska
Opracowanie: Studio Sonica

Reżyseria: Jarosław Boberek

Dialogi: Jakub Wecsile

Dźwięk i montaż: Maciej Brzeziński

Zgranie polskiej wersji językowej: Michał Kosterkiewicz, Toya Studios

Kierownictwo produkcji: Dorota Furtak

W wersji polskiej wystąpili:
- Rafał Cieszyński – Tymon
- Magdalena Cielecka – Diana
- Marian Dziędziel – Katon
- Monika Pikuła – Lucylla
- Karol Wróblewski – Kasjusz
- Michał Piela – Cyjusz
- Waldemar Barwiński – Mikron
- Jolanta Wołłejko – Circe
- Janusz Wituch – Fabrikus
- Paweł Szczesny – Domicjan
- Dominika Sell – Prisca
- Anna Gajewska – Velia

Lektor: Krzysztof Banaszyk